# Brüno

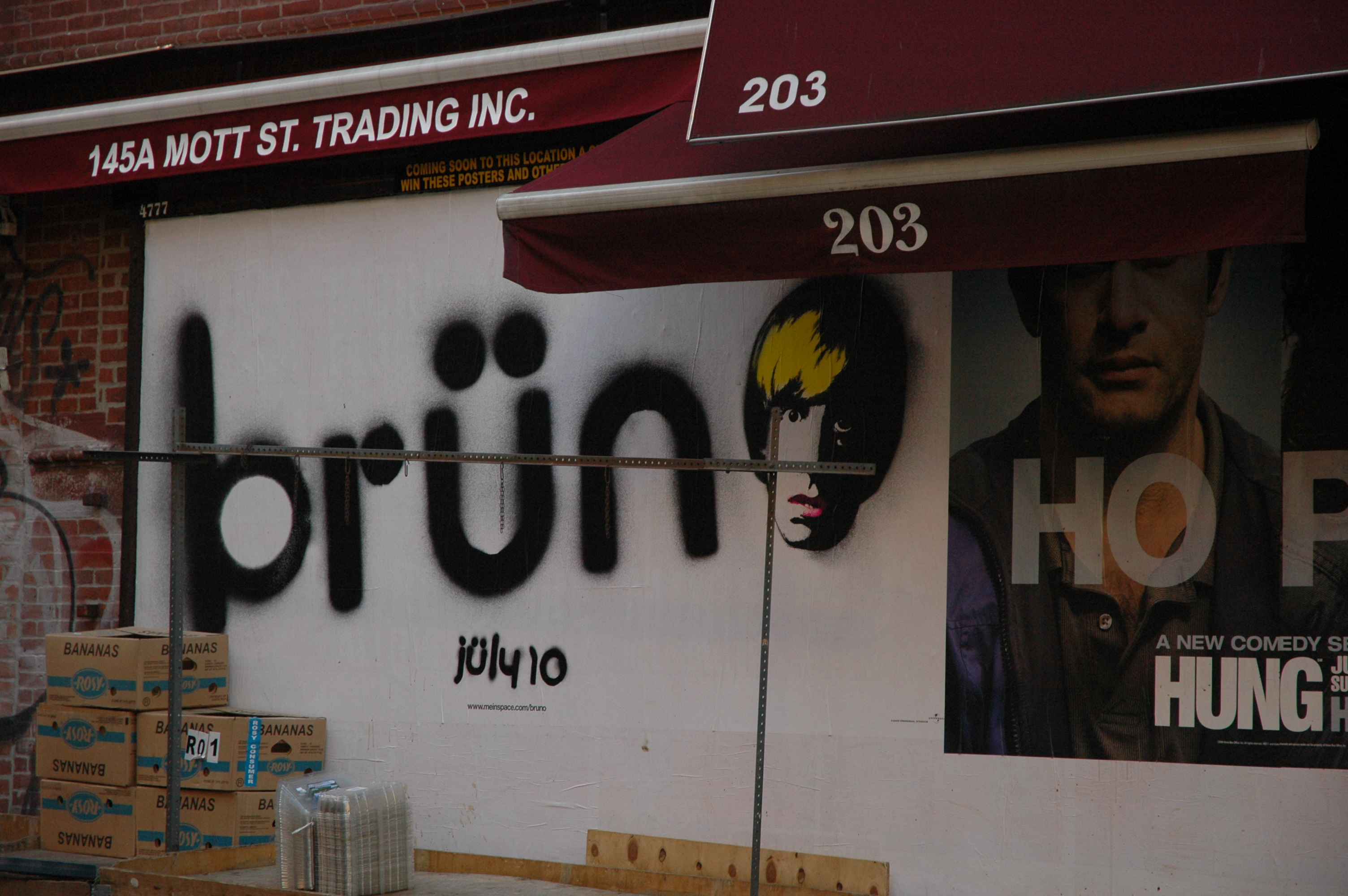
Promotie voor de film in Street Art stijl

Brüno is een Brits-Amerikaanse filmkomedie uit 2009. De hoofdrol wordt vertolkt door de Britse acteur Sacha Baron Cohen die het personage Brüno Gehard, een Oostenrijkse modejournalist, speelt.

## Overzicht
In een deel van de scènes zijn alle personen acteurs, in andere scènes zijn mensen onder valse voorwendselen of mogelijk in het geheim gefilmd (hoewel de goede technische kwaliteit aan dat laatste doet twijfelen). Sommige van deze mensen hebben bekendgemaakt verontwaardigd te zijn, of dreigen zelfs met een proces. Bij sommige scènes is nog niet duidelijk hoe ze tot stand gekomen zijn, de producers hebben dat niet onthuld.

## Verhaal
Brüno wringt zich in allerlei bochten om beroemd te worden, maar alles mislukt door zijn onhandigheid en ongepastheid. Hij wordt door dik en dun gesteund door Lutz, die smoorverliefd op hem is. Brüno adopteert een baby uit Afrika, die hij in gevaar brengt op de motor, en van wie hij bizarre foto's maakt, zoals aan het kruis en met bijen bedekt. Het kind wordt dan ook van hem afgenomen. Uit verdriet eet Brüno veel te veel, wat een soort dronkenschap veroorzaakt waardoor hij instemt met seks met Lutz. Deze is daar heel gelukkig mee, maar Brüno, weer nuchter, wijst hem af als levenspartner waarna Lutz hem verlaat.
Om beroemd te worden probeert Brüno het Israëlisch-Palestijnse conflict op te lossen, zich te laten ontvoeren en hetero te worden. Dat laatste lukt uiteindelijk, tot hij bij een kooigevecht Lutz als tegenstander heeft, en na eerst te vechten de vonk van de liefde toch op Brüno overslaat waarop ze zich beginnen uit te kleden en te vrijen. Zo wordt hij bovendien toch beroemd.

## Ontvangst
Brüno werd goed ontvangen bij het publiek en bracht alleen al in de Verenigde Staten ruim 30 miljoen dollar op in het openingsweekend. De filmpers en homo-organisaties reageerden verdeeld. Laatstgenoemden dachten dat deze film het stereotiepe beeld van homo's versterkt.
In België kreeg de film het KT-label ('Kinderen Toegestaan') met vermelding "12 en ouder". Dit leidde tot enige discussie en geschokte reacties.
In Nederland was de film enige weken in roulatie met de classificatie 12 jaar en ouder, maar die werd na klachten gewijzigd in 16 jaar en ouder. Deze beslissing werd in hoger beroep weer teruggedraaid.
In Groot-Brittannië heeft men een aangepaste versie gemaakt voor 15 - 18-jarigen.
In Oekraïne werd de film verboden wegens het taalgebruik, de zichtbaarheid van geslachtsdelen en seks tussen homo's in de film.